# 新ソビエト主義
新ソビエト主義（しんソビエトしゅぎ、英語: Neo-Sovietism）、またはソビエト主義（ソビエトしゅぎ）は、ソビエト連邦の崩壊後のいくつかの国家におけるソビエト連邦を模倣した政策決定であり、ソビエト連邦の現代世界でのソビエト社会の復活、またはソビエト連邦のノスタルジアに基づいたソビエト生活の特定側面の復活を望む政治運動である。

## ロシアの国策における新ソビエト主義
ニューヨーク・タイムズのパメラ・ドラッカーマンは、新ソビエト主義の要素は「政府が市民社会、政界、メディアを管理している」と説明している。